# Большая Ивановка (Мордовия)
Большая Ивановка — село Торбеевского района Республики Мордовия в составе Жуковского сельского поселения.

## География
Находится у реки Юнка на расстоянии примерно 15 километров по прямой на север-северо-восток от районного центра поселка Торбеево.

## История
В 1869 года было учтено как владельческое село Краснослободского уезда из 64 дворов. Альтернативные названия Мухаевка, Кашаевка (название по фамилии бывших владельцев мурз Кашаевых).

## Население
Постоянное население составляло 103 человека (русские 81 %) в 2002 году, 84 в 2010 году.